# .zr
.zr este un domeniu de internet de nivel superior, pentru Zair (ccTLD).